# Carbonado (Java)
Carbonado はJavaで書かれたオープンソースの関連データベースマッピングフレームワーク。 典型的なオブジェクト関係マッピング手法に従うのではなく、依然としてオブジェクト指向である一方で、関係モデルは保存される。SQLやJDBCの特定の機能に縛られていないCarbonadoは、Berkeley DBなどの非SQLデータベース製品もサポートしている。これにより、SQLのオーバーヘッドなしで、クエリやインデックスなどの関連機能がサポートされる。

## 歴史
Carbonadoは元々Amazon.comが以前のフレームワークの改定として内部使用目的で開発したものである。Apacheのライセンスを受けたオープンソースプロジェクトとしてリリースされた。

## エンティティ定義
関連エンティティはCarbonadoでは「Storables」として知られており、インターフェイスまたは抽象クラスによって定義される。 アノテーションは、Javaインタフェースだけでは定義できない機能を指定する必要がある。 全てのStorableには、エンティティの主キーを説明するアノテーションが必要である。
```
 
@PrimaryKey
(
"entityId"
)

 
public
 
interface
 
MyEntity
 
extends
 
Storable
 
{

     
long
 
getEntityId
();

     
void
 
setEntityId
(
long
 
id
);

     
String
 
getMessage
();

     
void
 
setMessage
(
String
 
message
);

 
}

```

Carbonado Storablesは純粋なPOJOではなく、常にStorableスーパークラスを拡張する必要がある。 そうすることによって、彼らはそれに組み込まれている様々な方法にアクセスすることができる。 格納可能な定義には、アクティブなレコードパターンに従ってビジネスロジックを含めることもできる。
Storableの実際の実装は、実行時にCarbonado自身によって生成される。 toString、equals、およびhashCodeの標準オブジェクトメソッドも生成される。 これにより、定型コードを記述する必要がないため、新しいエンティティを定義するプロセスが大幅に簡素化される。 Storable byキーをロードするプロセスは、ファクトリメソッドを呼び出して初期化されていないインスタンスを作成することから始まる。
キーによってStorable をロードするプロセスは、ファクトリメソッドを呼び出して初期化されていないインスタンスを作成することから始まる。
```
 
Repository
 
repo
 
=
 
...

 
Storage
<
MyEntity
>
 
storage
 
=
 
repo
.
storageFor
(
MyEntity
.
class
);

 
MyEntity
 
entity
 
=
 
storage
.
prepare
();

```

次に、キーのプロパティが設定され、loadが呼び出される。
```
 
entity
.
setEntityId
(
id
);

 
entity
.
load
();

```

## リポジトリ使用
リポジトリは、基になるデータベースへのゲートウェイである。 いくつかのコア実装が利用可能。
- JDBC access
- Berkeley DB
- Berkeley DB Java Edition
- An in memory database

さらに、単純なレプリケーションとロギングをサポートする複合リポジトリも存在する。
すべてのリポジトリは、ビルダー・パターンを使用して作成される。 ビルダーの各タイプは、リポジトリ・タイプに固有のオプションをサポートする。 リポジトリインスタンスが構築されると、標準インタフェースのみに準拠する。 特定の機能へのアクセスは、Capabilityインターフェイスによって提供される。
```
 
BDBRepositoryBuilder
 
builder
 
=
 
new
 
BDBRepositoryBuilder
();

 
builder
.
setName
(
name
);

 
builder
.
setEnvironmentHome
(
envHome
);

 
builder
.
setTransactionWriteNoSync
(
true
);

 
Repository
 
repo
 
=
 
builder
.
build
();

```

## クエリ実行
Carbonadoクエリは、単純なフィルタ式と順序付け仕様によって定義される。 SQLと比較すると、フィルタはwhere句によく似ている。 フィルタには結合プロパティを含めることができ、サブフィルタを含めることも可能。 以下の単純なクエリ例では特定のメッセージを持つエンティティを照会する。
```
 
Storage
<
MyEntity
>
 
storage
 
=
 
repo
.
storageFor
(
MyEntity
.
class
);

 
Query
<
MyEntity
>
 
query
 
=
 
storage
.
query
(
"message = ?"
).
with
(
message
);

 
List
<
MyEntity
>
 
matches
 
=
 
query
.
fetch
().
toList
();

```

## トランザクション
トランザクションはリポジトリインスタンスから作成され、スレッド局所記憶スコープを定義する。 複数の永続操作が自動的にグループ化され、コミットを呼び出してトランザクションを完了する必要がある。
```
 
Transaction
 
txn
 
=
 
repo
.
enterTransaction
();

 
try
 
{

     
MyEntity
 
entity
 
=
 
storage
.
prepare
();

     
entity
.
setEntityId
(
1
);

     
entity
.
setMessage
(
"hello"
);

     
entity
.
insert
();

     

     
entity
 
=
 
storage
.
prepare
();

     
entity
.
setEntityId
(
2
);

     
entity
.
setMessage
(
"world"
);

     
entity
.
insert
();

     

     
txn
.
commit
();

 
}
 
finally
 
{

     
txn
.
exit
();

 
}

```

この設計アプローチは、Carbonadoが関連データベースマッピングフレームワークと似ていないことを示している。 このようなフレームワークは通常、多くの場合変更を追跡するセッションを使用することによってトランザクションの概念を完全に隠すが、Carbonadoでは、全てのアクションは直接的である。